# Ligne de Saint-Amand-les-Eaux à Maulde - Mortagne
La ligne de Saint-Amand-les-Eaux à Maulde - Mortagne est une ligne ferroviaire française non électrifiée à voie unique reliant la gare de Saint-Amand-les-Eaux à la frontière franco-belge, au niveau de Mortagne-du-Nord. Bien qu'elle ne soit pas utilisée pour le TER Nord-Pas-de-Calais, Réseau Ferré de France la conserve pour qu'elle puisse potentiellement servir pour le fret. La ligne continuait autrefois de la frontière à la commune d'Antoing en Belgique, où elle était dénommée ligne 88.
Elle constitue la ligne no 257 000 du réseau ferré national.

## Historique
La ligne est concédée à la Compagnie du chemin de fer de Lille à Valenciennes par une convention signée le 26 octobre 1871 entre le ministre des Travaux publics et la compagnie. La ligne est déclarée d'utilité publique, à titre d'intérêt général, à la même date par un décret qui approuve la convention. Dès le 7 mai 1876, les concessions de la compagnie sont cédées à bail à la Compagnie du chemin de fer du Nord. La ligne est reprise définitivement par la Compagnie du chemin de fer du Nord selon les termes d'une convention signée entre le ministre des Travaux publics et la compagnie le 5 juin 1883. Cette convention est approuvée par une loi le 20 novembre suivant.
La ligne est fermée depuis le 19 août 2015 date du démontage du dernier aiguillage d'entrée sur la VU. 